# Jüdische Gemeinde Neidenstein
Die jüdische Gemeinde Neidenstein war die jüdische Gemeinde im ehemals den Herren von Venningen gehörenden Dorf Neidenstein.

## Geschichte

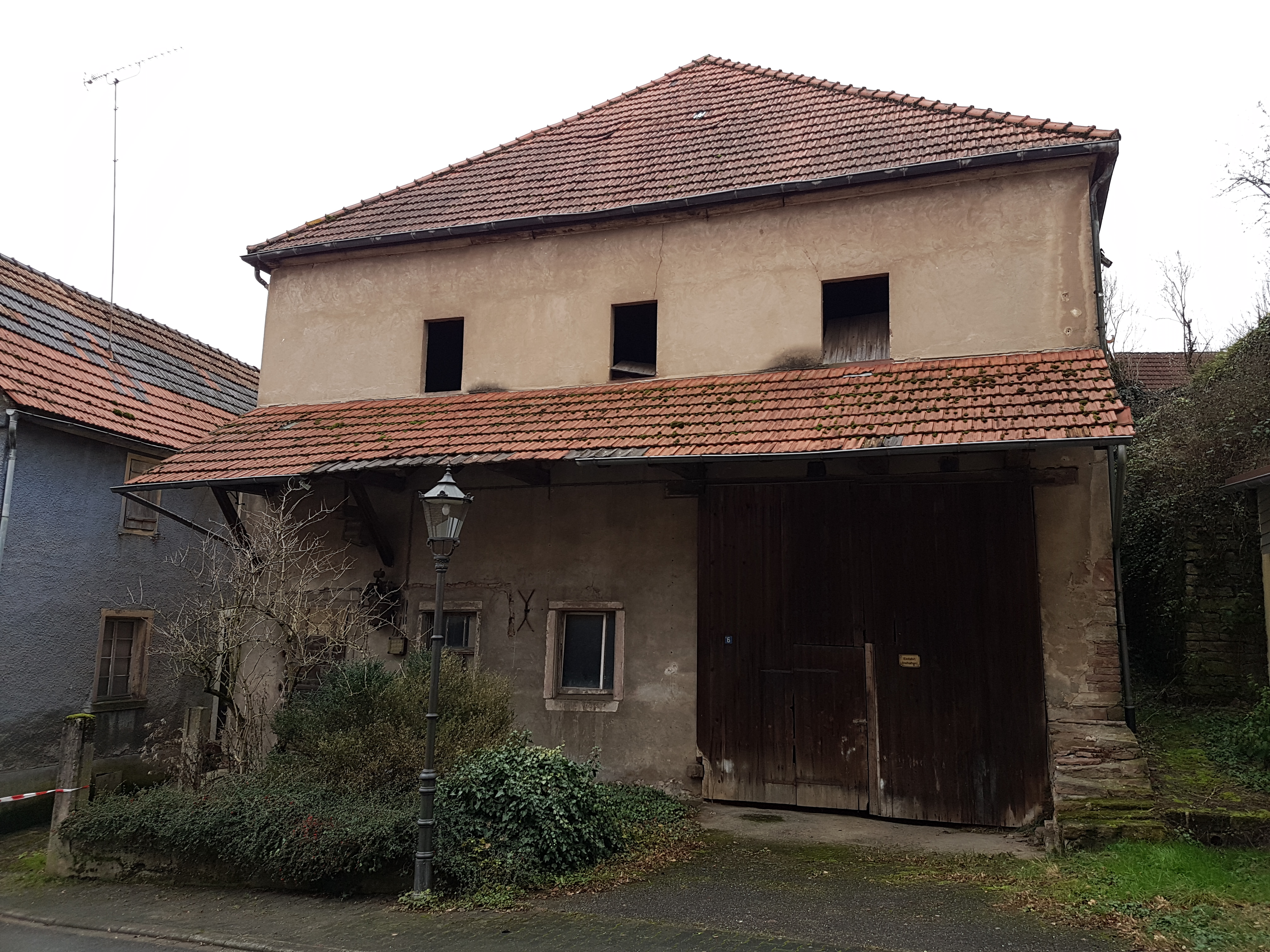
Gebäude der ehemaligen Synagoge

Es gab schon vor dem Dreißigjährigen Krieg Juden in Neidenstein, denn unter den 11 Einwohnern die sich 1654 nach dem Krieg zurück melden ist der Jude Jakob Gassel.
Die jüdische Gemeinde Neidenstein wuchs im 17. Jahrhundert, als die Grundherrschaft nach dem Dreißigjährigen Krieg weiteren Juden die Ansiedlung erlaubte. Die Gemeinde wuchs bis 1774 auf 74 jüdische Einwohner und damit 10,2 Prozent der Gesamtbevölkerung. Sowohl die absolute, als auch die relative Anzahl an jüdischen Einwohnern stieg in den folgenden Jahren, bis auf 179 Personen im Jahre 1789, was 33,6 Prozent der Einwohner Neidensteins entsprach. Bis 1842 stieg die Anzahl der jüdischen Bevölkerung auf 281 Personen an, bevor sie dann kontinuierlich sank und 1910 bei 118 Personen lag (13,8 Prozent der Gesamtbevölkerung). Verstorbene Gemeindemitglieder wurden auf dem Jüdischen Friedhof Waibstadt beigesetzt.
Eine Synagoge ist in Neidenstein ab 1796 belegt. Das Gebäude wurde mit der Zeit zu klein für die wachsende Anzahl der Gemeindeglieder. Ein Neubau wurde ins Auge gefasst und nach einigen Jahren hatte die Gemeinde die notwendige Bewilligung und genug Geld angespart, sodass 1831 mit dem Bau begonnen werden konnte. Um die Jahreswende 1831/32 wurde die auf dem Platz der alten errichtete neue Synagoge eingeweiht. Das genaue Datum ist nicht bekannt. Neben der Synagoge verfügte die Gemeinde über ein Schulhaus und eine Mikwe. Die Gemeinde unterstand dem Bezirksrabbinat Sinsheim.

### Nationalsozialistische Verfolgung
Bis in die 1930er Jahre nahm die Anzahl der Gemeindeglieder kontinuierlich ab, sodass sie bei der Machtergreifung durch die NSDAP 1933 auf 63 Personen gesunken war. Die jüdische Bevölkerung war zu dieser Zeit noch vollständig ins Dorfleben integriert. Im Gemeinderat befand sich ein jüdisches Mitglied, im Bürgerausschuss waren sechs jüdische Mitglieder aktiv. Mit den bald folgenden Boykottaufrufen wurde das jüdische Leben in Neidenstein zerstört. Ab 1935 wurden mehr und mehr jüdische Häuser und Geschäfte aufgegeben und verkauft. Der größte Teil der Neidensteiner Juden emigrierte. Bei den Novemberpogromen 1938 wurde von der Eschelbronner SA unter Leitung des Obersturmbannführers und Waibstadter Bürgermeisters Eugen Laule am 10. November die Inneneinrichtung der Synagoge zerstört und die letzten 19 jüdischen Einwohner wurden während der Wagner-Bürckel-Aktion im Oktober 1940 nach Camp de Gurs deportiert.
Das Gedenkbuch des Bundesarchivs verzeichnet 32 in Neidenstein geborene jüdische Bürger, die dem Völkermord des nationalsozialistischen Regimes zum Opfer fielen.

### Gedenksteine

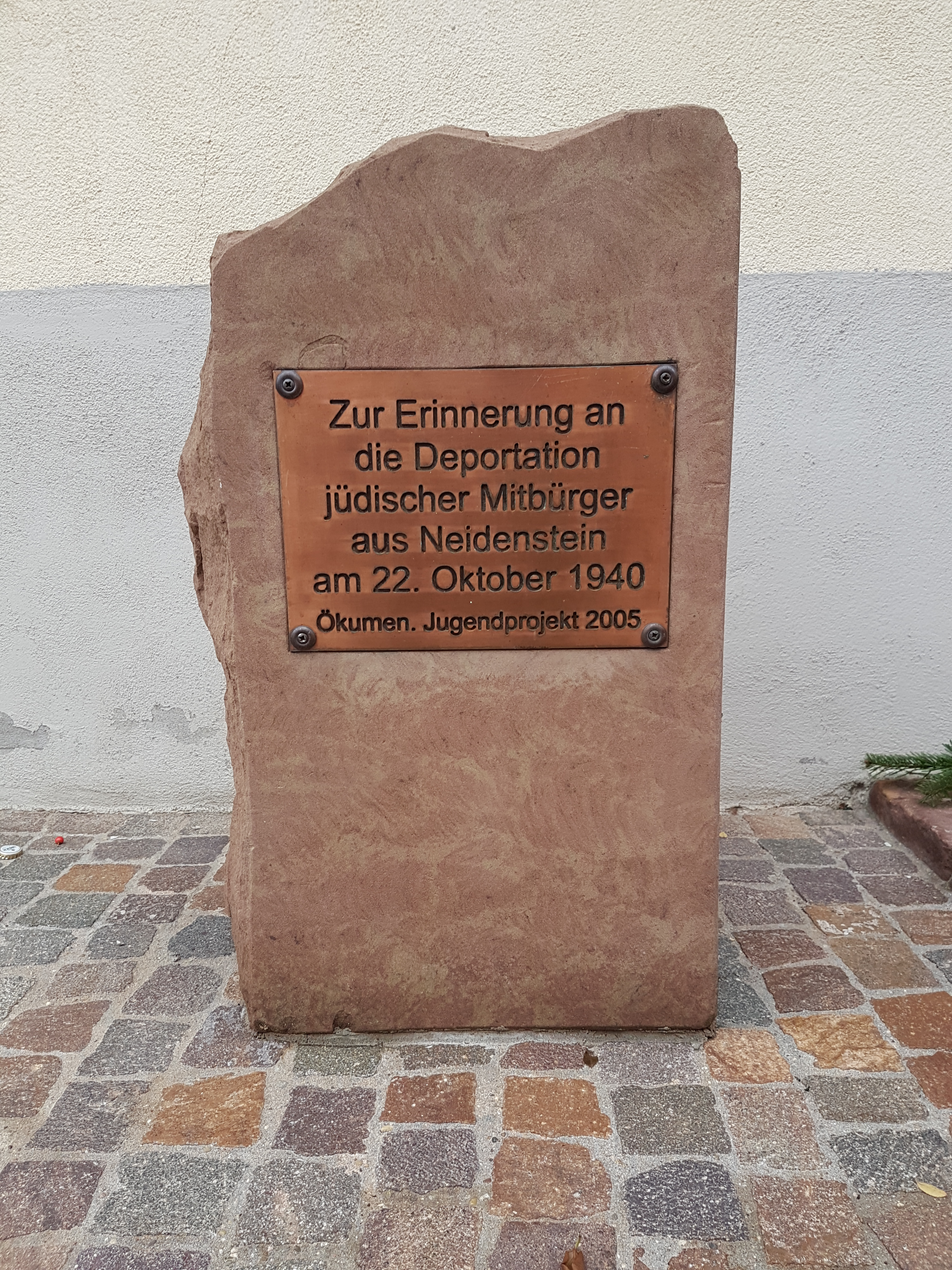
Gedenkstein vor dem Neidensteiner Rathaus

Vor dem Rathaus wurde 2005 im Rahmen eines ökumenischen Jugendprojekts ein Gedenkstein „Zur Erinnerung an die Deportation jüdischer Mitbürger aus Neidenstein am 22. Oktober 1949“ errichtet.
Am 13. Oktober 2010 wurden zehn Stolpersteine verlegt, unter anderem zwei in der Bahnhofstraße 31 im Gedenken an Alfred (geboren 1872) und Mathilde Dürenheimer (geboren 1873) verlegt. Beide wurden 1940 deportiert. Alfred Dürenheimer starb 1941 im Camp de Gurs, Mathilde Dührenheimer gelang die Flucht in die Vereinigten Staaten.